# صومعه (مراغه)

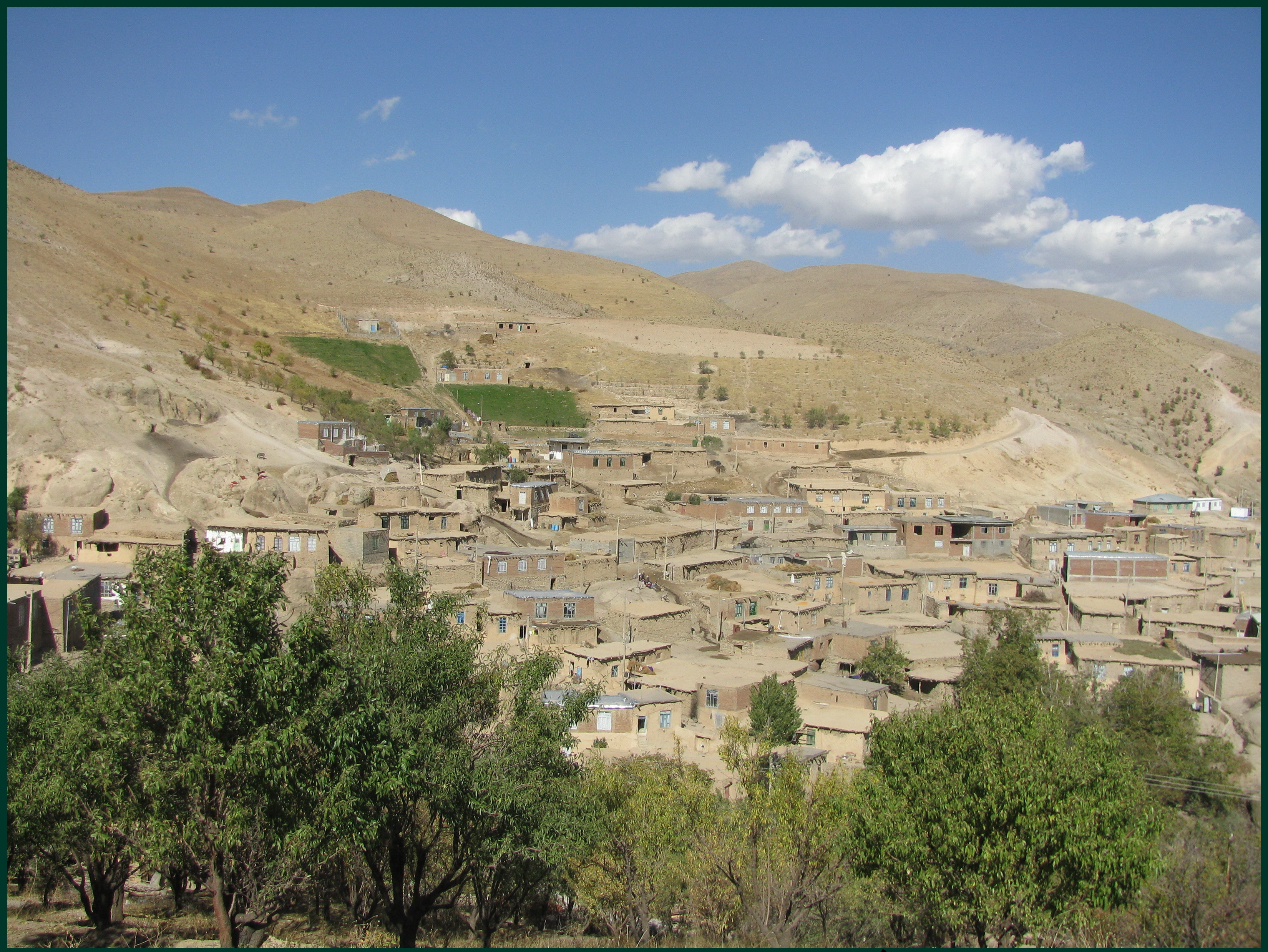
روستای صومعه مراغه، جاذبه ای دیدنی با ساختار کوهی و سنگی عجیب

صومعه یکی از روستاهای استان آذربایجان شرقی است که در دهستان سراجوی غربی بخش مرکزی شهرستان مراغه واقع شده‌است.